# デルモン・ヤング
デルモン・ダマルカス・ヤング（Delmon Damarcus Young, 1985年9月14日 - ）は、アメリカ合衆国アラバマ州モンゴメリー出身の元プロ野球選手（外野手）。
実兄は同じく元プロ野球選手のドミトリー・ヤング。父のラリー・ヤングは、アフリカ系アメリカ人最初のF-14戦闘機操縦士の1人で、現在はデルタ航空でパイロットをしている。

## 経歴

### デビルレイズ時代

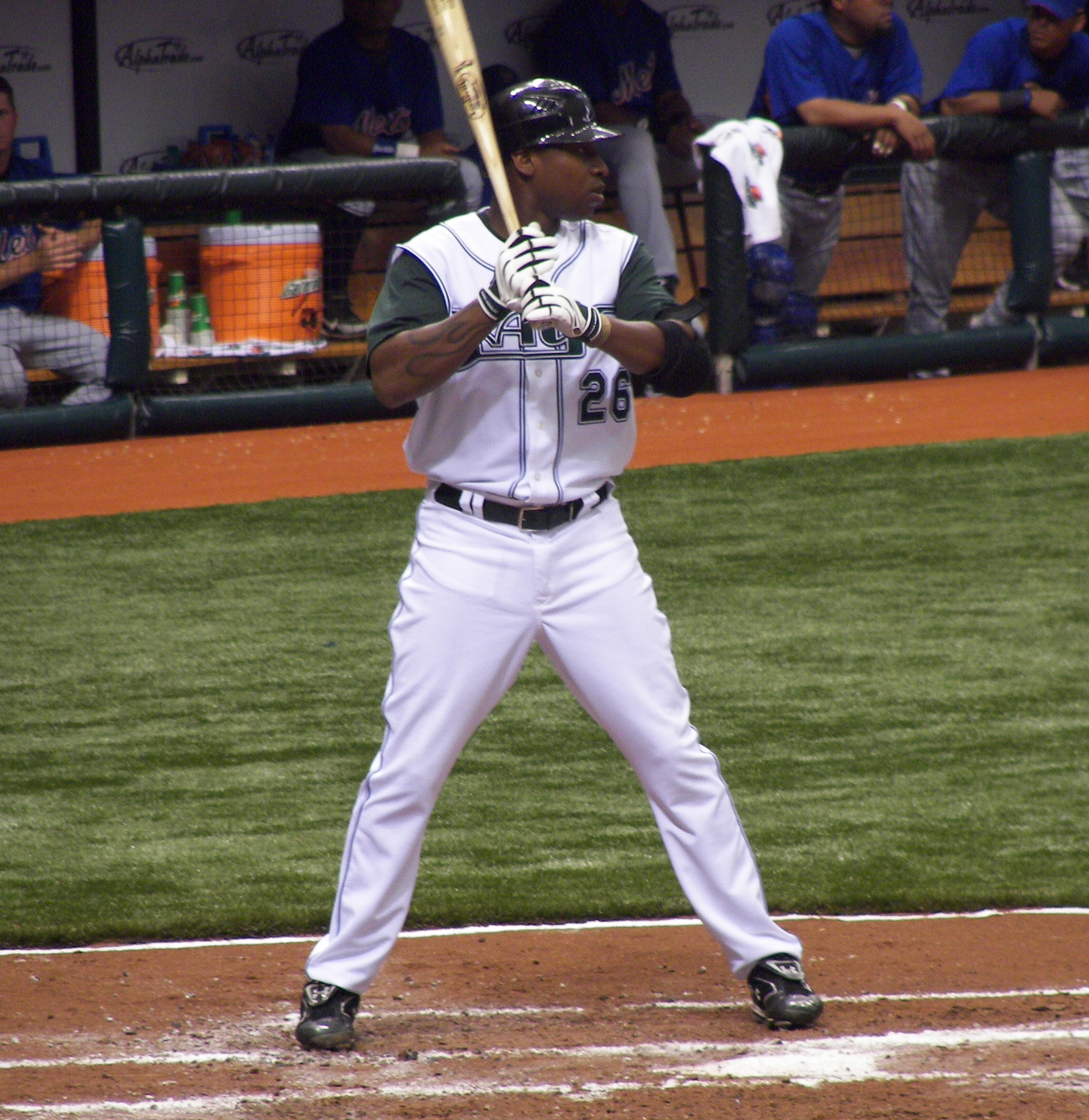
タンパベイ・デビルレイズ時代
（2007年3月31日）

2003年のMLBドラフト1巡目（全体1位）でタンパベイ・デビルレイズから指名され、9月8日に総額625万ドルの5年契約を結んだ。
2004年3月11日にA級チャールストン・リバードッグスへ異動。A級では131試合に出場し、打率.320、本塁打25本、打点116の好成績を記録した。
2005年3月16日にAA級モンゴメリー・ビスケッツへ異動し、AA級で開幕を迎えた。84試合に出場し、打率.336、20本塁打、71打点、25盗塁と活躍。7月にAAA級ダーラム・ブルズへ昇格した。AAA級では打率.285、6本塁打、28打点、7盗塁だった。オフにベースボール・アメリカが選出するマイナーリーグの最優秀選手に選ばれた。
2006年3月16日にAAA級ダーラムへ異動し、AAA級で開幕を迎えたが、4月26日に行われたポータケット・レッドソックス戦で、球審の三振判定に不服を述べバッターボックスに居座ったため、退場宣告を受けるが、帰り際に投げつけたバットが球審に命中する。幸い球審にケガは無かった。翌日ヤングは代理人を通じて謝罪し、当てるつもりはなかったとも伝えたが、インターナショナルリーグから50試合の無給出場停止処分を受ける。処分に対して不服申し立てをする選択肢もあったがせず、裁定に服した。AAA級では86試合に出場し、打率.316、8本塁打、59打点、22盗塁だった。8月28日にジョニー・ゴームスが故障者リスト入りしたためメジャーへ昇格し、8月29日のシカゴ・ホワイトソックス戦でメジャーデビュー。「8番・右翼手」として先発起用され、初打席は死球だったが、6回表一死一塁の場面で迎えた3打席目にフレディ・ガルシアからメジャー初安打初本塁打となる、2点本塁打を放った。この日は3打数2安打、（1本塁打）2打点、1死球だった。その後はゴームスが手術で長期離脱したこともあり、シーズン終盤まで右翼手として先発に固定され、この年は30試合に出場。3本塁打10打点2盗塁、打率.317だった。
2007年は前年まで正右翼手だったデーモン・ホリンズが退団したため、正右翼手に抜擢。全162試合に出場し、打率.288、13本塁打、93打点、10盗塁だった。しかし併殺打はリーグ最多の23本を記録した。新人王投票ではダスティン・ペドロイアに次ぐ2位だった。

### ツインズ時代
2007年11月28日にマット・ガーザ、ジェイソン・バートレット、エディ・モーランとのトレードでブレンダン・ハリス、ジェイソン・プライディと共にミネソタ・ツインズへ移籍した。

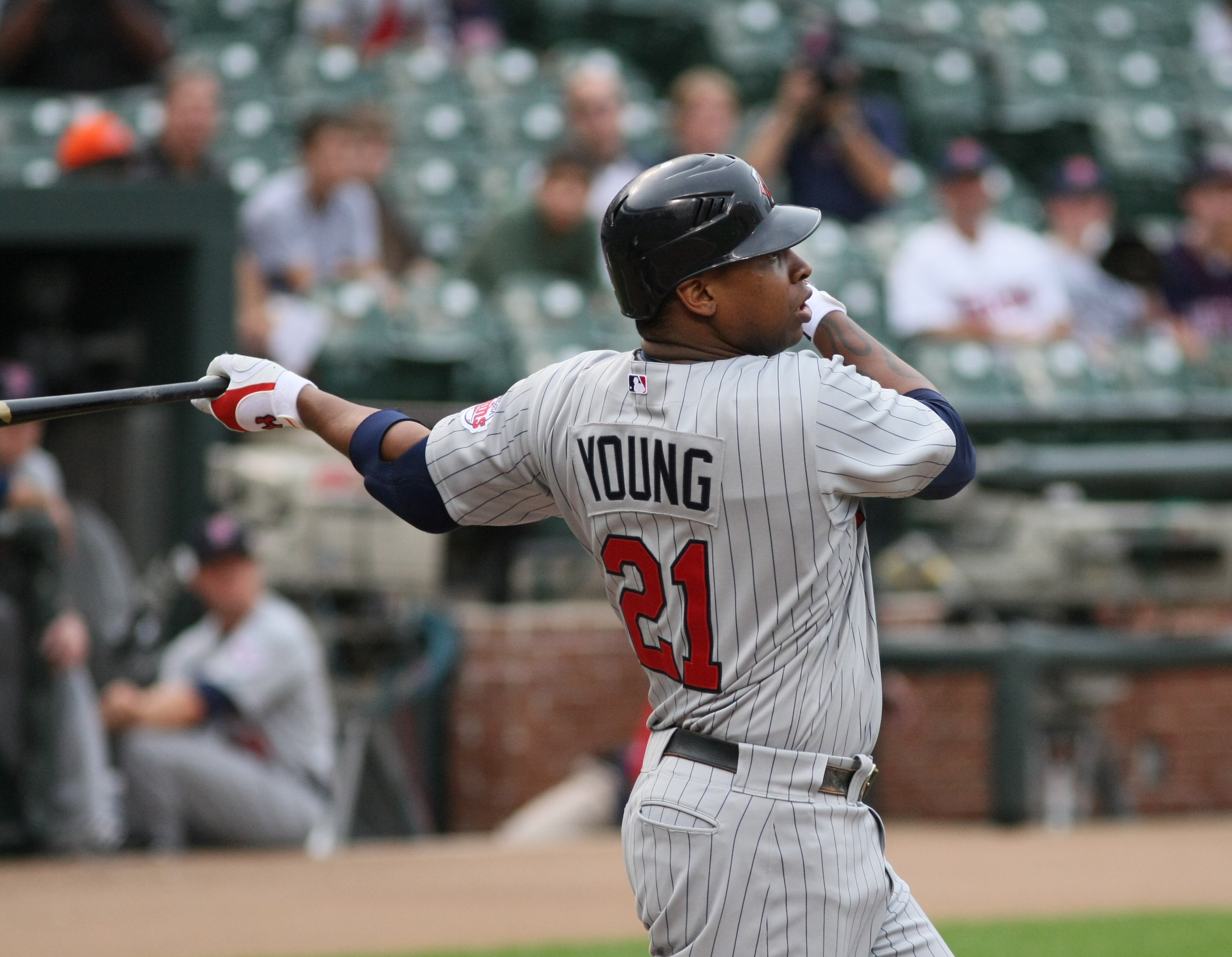
ミネソタ・ツインズ時代
（2008年9月13日）

2008年は前年まで指名打者として出場していたジェイソン・タイナーが移籍し、左翼手のジェイソン・クベルが指名打者として起用されたため、ヤングは左翼手に転向した。この年は152試合に出場し、打率.290、10本塁打、69打点、14盗塁だった。
2009年2月12日にツインズと115万ドル2000ドルの1年契約に合意。この年は忌引リスト入りなど欠場が増え、108試合の出場にとどまり、打率.284、12本塁打、60打点、2盗塁だった。
2010年1月19日にツインズと260万ドルの1年契約に合意。この年は153試合に出場し、打率.298、自己最高となる21本塁打、112打点、5盗塁を記録。
2011年2月16日にツインズと537万5000ドルの1年契約に合意。開幕後は16試合に出場していたが、4月27日に胸郭の故障で15日間の故障者リスト入りした。5月13日に復帰したが、6月25日に右足首の故障で再び15日間の故障者リスト入りした。7月10日に復帰。ツインズでは84試合に出場し、打率.266、4本塁打、32打点、1盗塁だった。

### タイガース時代
2011年8月15日にコール・ネルソン、後日発表選手とのトレードでデトロイト・タイガースへ移籍。移籍後は正左翼手のブレナン・ボッシュが故障で離脱していたため、左翼の定位置を獲得。タイガースでは40試合に出場し、打率.274、8本塁打、32打点だった。

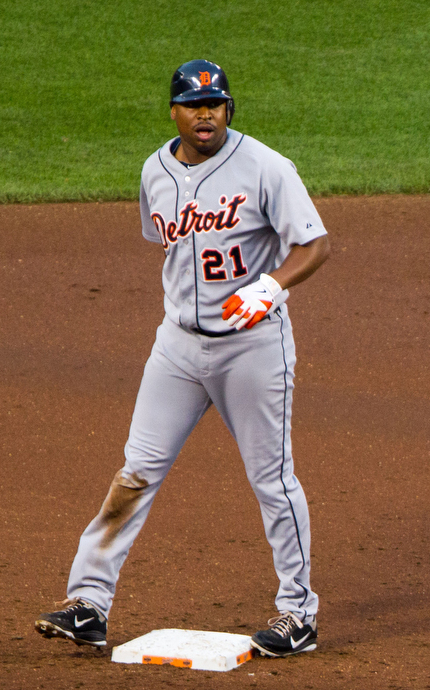
デトロイト・タイガース時代
（2012年7月13日）

2012年1月17日にタイガースと672万5000ドルの1年契約に合意。開幕前に指名打者のビクター・マルティネスが故障で長期離脱することが決まり、開幕後は指名打者兼左翼手として起用された。4月26日にニューヨーク・ヤンキース戦のため、ニューヨーク州マンハッタンのヒルトンホテルへ移動したが、4月27日の早朝にホテル前で「悪質な嫌がらせ」を行ったとして逮捕され、同日の夕方に保釈金5000ドルを支払い保釈が許可された。4月28日にタイガースはヤングの制限リスト入りを決定し、4月30日にMLB機構から7試合の出場停止処分を受けた。5月4日に制限リストから外れた。5月29日に事実審理前の証言録取のため、マンハッタンの裁判所に出廷。同日のボストン・レッドソックス戦には出場している。この年は151試合に出場し、打率.267、18本塁打、74打点だった。プレーオフのロースターにも加わり、ヤンキースとのアメリカンリーグチャンピオンシップシリーズでは打率.353、2本塁打、6打点を記録し、シリーズMVPを獲得。オフの10月29日にFAとなった。ヤングは再契約を望んでいたが、タイガースはドラフト指名権を重要視し、1330万ドルのクオリファイング・オファーを提示せず、デーブ・ドンブロウスキーGMも「来季はビクター・マルティネスが故障から復帰するため、ヤングが指名打者として出場することは厳しい」と話している。11月7日の裁判で有罪判決となり、ニューヨークのミュージアム・オブ・トレランスで10日間の社会奉仕を命じられた。11月10日に右足首の手術を受けた。

### フィリーズ時代

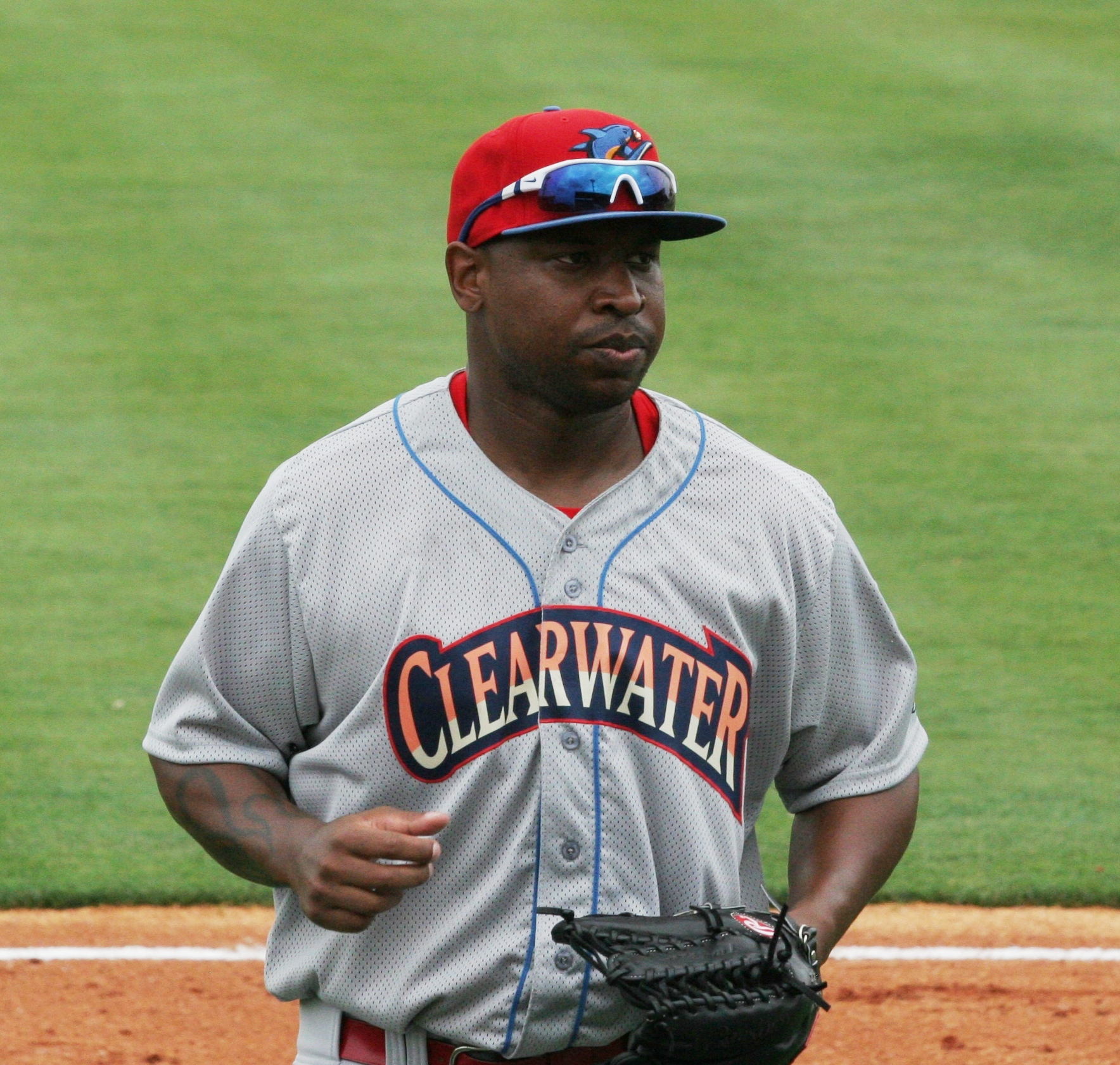
A+級クリアウォーター時代
（2013年4月21日）

2013年1月22日にフィラデルフィア・フィリーズと75万ドル+出来高の1年契約を結んだ。犯罪行為や過去の素行不良などが影響し、前年の年俸から600万5000ドル減の契約となった。フィリーズの外野手はメジャー4年目のドモニク・ブラウン、同じく4年目のベン・リビア、5年目のジョン・メイベリー・ジュニアと比較的若い選手が在籍しており、ルーベン・アマロ・ジュニアGMは「経験が豊富なデルモンが外野の競争に加わることで、経験の浅い選手に良い影響を与えるだろう」と話している。前年11月に行った右足首の手術後はスプリング・トレーニングには間に合うと予想されていたが、スプリング・トレーニング前にヤングは「右足首の調子は良いが、私は医者ではないので開幕に間に合うかはわからない」と話し、結局スプリング・トレーニングには参加せず、3月27日に15日間の故障者リスト入りした。リハビリでA+級クリアウォーター・スレッシャーズに異動し3試合に出場後、4月24日にAAA級リーハイバレー・アイアンピッグスへ昇格。4月30日に故障者リストから復帰し、同日のクリーブランド・インディアンス戦で移籍後初打席にザック・マカリスターから本塁打を放つなど、好調なスタートを切った。その後は主に右翼手や指名打者として起用されていたが、80試合の出場で、打率.261、8本塁打、31打点と落ち込み、8月9日にDFAとなり、8月14日にヤングがマイナー契約を拒否したため、放出された。

### レイズ復帰
2013年8月22日に古巣・レイズとマイナー契約を結んだ。移籍後はAA級モンゴメリー・ビスケッツで7試合に出場し、1本塁打3打点、打率.233だった。9月1日にレイズとメジャー契約を結んだ。昇格後は主に指名打者や代打として起用され、23試合に出場し、打率.258、3本塁打、7打点だった。オフの10月31日にFAとなった。FA前にヤングは「チームのオフシーズンの計画はわからないが、来年もレイズに戻りたい」と話していたが、レイズは当時外野手がロースターに5人在籍しており、一塁手のバックアップを必要としていたため、構想外となった。

### オリオールズ時代

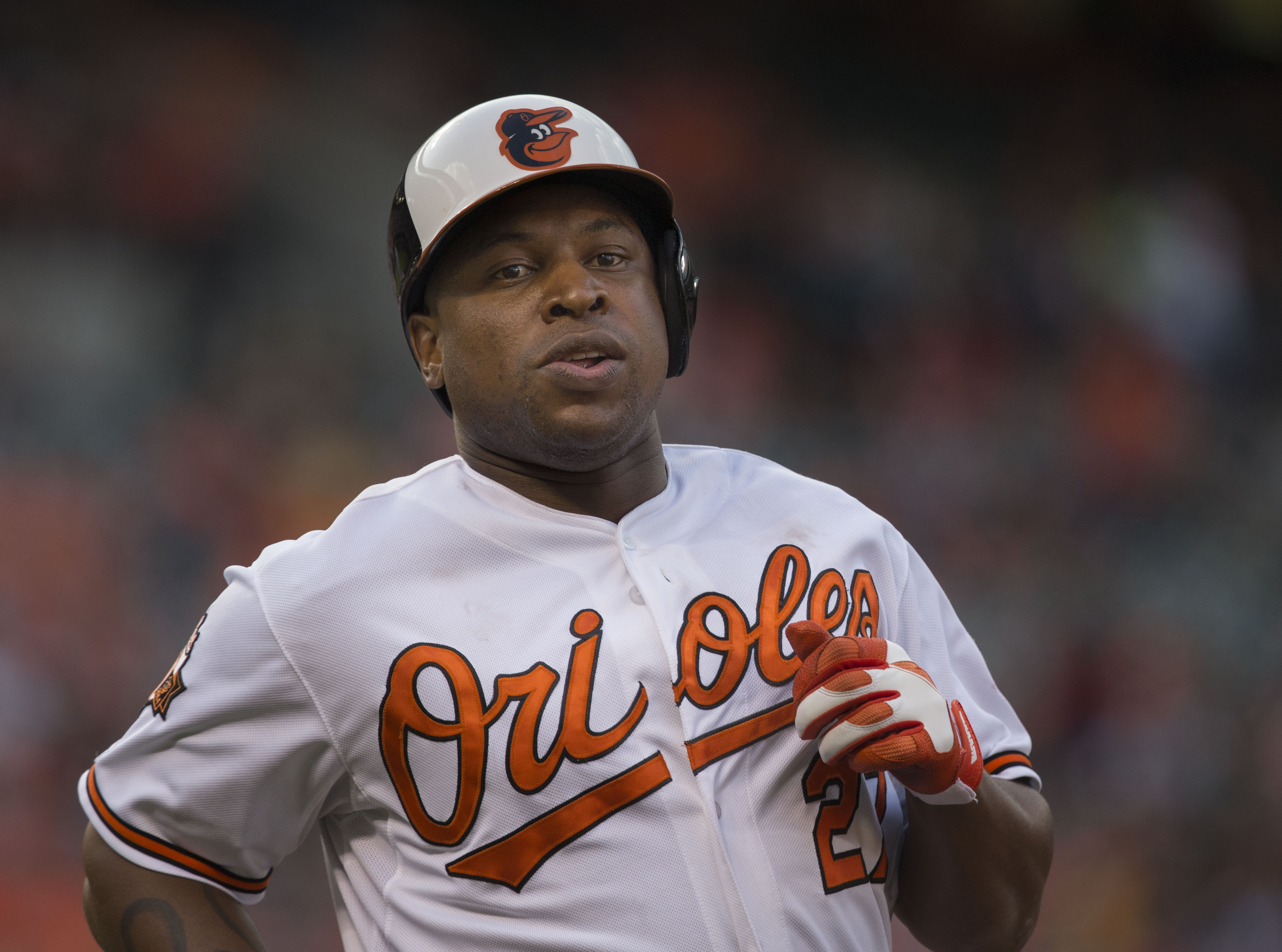
ボルチモア・オリオールズ時代
（2014年5月1日）

2014年1月13日にボルチモア・オリオールズとマイナー契約を結んだ。メジャーへ昇格した際は、100万ドル+出来高75万ドルの契約となる。スプリング・トレーニングでは17試合の出場で、1本塁打5打点、打率.298と結果を残し、3月30日にオリオールズとメジャー契約を結んだ。開幕後は主に指名打者として起用されたが、オリオールズには指名打者兼左翼手のネルソン・クルーズが在籍していたため、83試合の出場にとどまり、打率.302、7本塁打、30打点、2盗塁だった。オフの10月30日にFAとなった。
2015年1月9日にオリオールズと225万ドル+出来高の1年契約で再契約した。7月1日にDFAとなり、9日に自由契約となる。

### オリオールズ退団後
2015年オフはドミニカ共和国のウィンターリーグでプレー。
2017年10月10日にオーストラリアン・ベースボールリーグに参加し、メルボルン・エイシズに所属することになった。
2018年はメキシカンリーグのモンクローバ・スティーラーズと契約するが、4月18日に解雇となる。7月3日にプエブラ・パロッツと契約。オフはベネズエラのウィンターリーグでプレー。
2019年は所属球団なく、冬季にオーストラリアン・ベースボールリーグのメルボルン・エイシズでプレー。

## 詳細情報

### 年度別打撃成績
| 年 度     | 球 団     | 試 合 | 打 席 | 打 数 | 得 点 | 安 打 | 二 塁 打 | 三 塁 打 | 本 塁 打 | 塁 打 | 打 点 | 盗 塁 | 盗 塁 死 | 犠 打 | 犠 飛 | 四 球 | 敬 遠 | 死 球 | 三 振 | 併 殺 打 | 打 率 | 出 塁 率 | 長 打 率 | O P S |
| --------- | --------- | ----- | ----- | ----- | ----- | ----- | -------- | -------- | -------- | ----- | ----- | ----- | -------- | ----- | ----- | ----- | ----- | ----- | ----- | -------- | ----- | -------- | -------- | ----- |
| 2006      | TB        | 30    | 131   | 126   | 16    | 40    | 9        | 1        | 3        | 60    | 10    | 2     | 2        | 0     | 1     | 1     | 0     | 3     | 24    | 0        | .317  | .336     | .476     | .812  |
| 2007      | TB        | 162   | 681   | 645   | 65    | 186   | 38       | 0        | 13       | 263   | 93    | 10    | 3        | 0     | 7     | 26    | 2     | 3     | 127   | 23       | .288  | .316     | .408     | .723  |
| 2008      | MIN       | 152   | 623   | 575   | 80    | 167   | 28       | 4        | 10       | 233   | 69    | 14    | 5        | 1     | 5     | 35    | 7     | 7     | 105   | 19       | .290  | .336     | .405     | .741  |
| 2009      | MIN       | 108   | 416   | 395   | 50    | 112   | 16       | 2        | 12       | 168   | 60    | 2     | 5        | 0     | 5     | 12    | 1     | 4     | 92    | 17       | .284  | .308     | .425     | .733  |
| 2010      | MIN       | 153   | 613   | 570   | 77    | 170   | 46       | 1        | 21       | 281   | 112   | 5     | 4        | 0     | 9     | 28    | 5     | 6     | 81    | 16       | .298  | .333     | .493     | .826  |
| 2011      | MIN       | 84    | 325   | 305   | 26    | 81    | 16       | 0        | 4        | 109   | 32    | 1     | 0        | 0     | 2     | 18    | 2     | 0     | 55    | 12       | .266  | .305     | .357     | .662  |
| 2011      | DET       | 40    | 178   | 168   | 28    | 46    | 5        | 1        | 8        | 77    | 32    | 0     | 0        | 0     | 3     | 5     | 0     | 2     | 30    | 7        | .274  | .298     | .458     | .756  |
| '11計     | DET       | 124   | 503   | 473   | 54    | 127   | 21       | 1        | 12       | 186   | 64    | 1     | 0        | 0     | 5     | 23    | 2     | 2     | 85    | 19       | .268  | .302     | .393     | .695  |
| 2012      | DET       | 151   | 608   | 574   | 54    | 153   | 27       | 1        | 18       | 236   | 74    | 0     | 2        | 0     | 7     | 20    | 1     | 7     | 112   | 20       | .267  | .296     | .411     | .707  |
| 2013      | PHI       | 80    | 291   | 272   | 22    | 71    | 13       | 0        | 8        | 108   | 31    | 0     | 0        | 0     | 2     | 14    | 0     | 3     | 69    | 7        | .261  | .302     | .397     | .699  |
| 2013      | TB        | 23    | 70    | 62    | 8     | 16    | 3        | 0        | 3        | 28    | 7     | 0     | 0        | 0     | 1     | 6     | 0     | 1     | 9     | 1        | .258  | .329     | .452     | .780  |
| '13計     | TB        | 103   | 361   | 334   | 30    | 87    | 16       | 0        | 11       | 136   | 38    | 0     | 0        | 0     | 3     | 20    | 0     | 4     | 78    | 8        | .260  | .307     | .407     | .715  |
| 2014      | BAL       | 83    | 255   | 242   | 27    | 73    | 11       | 1        | 7        | 107   | 30    | 2     | 0        | 0     | 0     | 10    | 0     | 3     | 51    | 6        | .302  | .337     | .442     | .779  |
| 2015      | BAL       | 52    | 180   | 174   | 20    | 47    | 6        | 0        | 2        | 59    | 16    | 0     | 0        | 0     | 1     | 4     | 0     | 1     | 29    | 8        | .270  | .289     | .339     | .628  |
| MLB：10年 | MLB：10年 | 1118  | 4371  | 4108  | 473   | 1162  | 218      | 11       | 109      | 1729  | 566   | 36    | 21       | 1     | 43    | 179   | 18    | 40    | 784   | 136      | .283  | .316     | .421     | .737  |

- 各年度の太字はリーグ最高

### 年度別守備成績
| 年 度 | 球 団 | 左翼（LF） | 左翼（LF） | 左翼（LF） | 左翼（LF） | 左翼（LF） | 左翼（LF） | 中堅（CF） | 中堅（CF） | 中堅（CF） | 中堅（CF） | 中堅（CF） | 中堅（CF） | 右翼（RF） | 右翼（RF） | 右翼（RF） | 右翼（RF） | 右翼（RF） | 右翼（RF） |
| 年 度 | 球 団 | 試 合      | 刺 殺      | 補 殺      | 失 策      | 併 殺      | 守 備 率   | 試 合      | 刺 殺      | 補 殺      | 失 策      | 併 殺      | 守 備 率   | 試 合      | 刺 殺      | 補 殺      | 失 策      | 併 殺      | 守 備 率   |
| ----- | ----- | ---------- | ---------- | ---------- | ---------- | ---------- | ---------- | ---------- | ---------- | ---------- | ---------- | ---------- | ---------- | ---------- | ---------- | ---------- | ---------- | ---------- | ---------- |
| 2006  | TB    | -          | -          | -          | -          | -          | -          | 1          | 4          | 0          | 0          | 0          | 1.000      | 30         | 50         | 4          | 1          | 0          | .982       |
| 2007  | TB    | -          | -          | -          | -          | -          | -          | 29         | 62         | 0          | 3          | 0          | .954       | 133        | 252        | 16         | 4          | 7          | .985       |
| 2008  | MIN   | 151        | 282        | 11         | 8          | 2          | .973       | -          | -          | -          | -          | -          | -          | -          | -          | -          | -          | -          | -          |
| 2009  | MIN   | 98         | 175        | 4          | 5          | 1          | .973       | -          | -          | -          | -          | -          | -          | -          | -          | -          | -          | -          | -          |
| 2010  | MIN   | 149        | 239        | 12         | 4          | 2          | .984       | -          | -          | -          | -          | -          | -          | -          | -          | -          | -          | -          | -          |
| 2011  | MIN   | 75         | 144        | 4          | 5          | 1          | .967       | -          | -          | -          | -          | -          | -          | -          | -          | -          | -          | -          | -          |
| 2011  | DET   | 40         | 70         | 3          | 2          | 2          | .973       | -          | -          | -          | -          | -          | -          | -          | -          | -          | -          | -          | -          |
| '11計 | DET   | 115        | 214        | 7          | 7          | 3          | .969       | -          | -          | -          | -          | -          | -          | -          | -          | -          | -          | -          | -          |
| 2012  | DET   | 31         | 35         | 1          | 2          | 0          | .947       | -          | -          | -          | -          | -          | -          | -          | -          | -          | -          | -          | -          |
| 2013  | PHI   | -          | -          | -          | -          | -          | -          | -          | -          | -          | -          | -          | -          | 64         | 115        | 4          | 5          | 2          | .960       |
| 2013  | TB    | -          | -          | -          | -          | -          | -          | -          | -          | -          | -          | -          | -          | 1          | 0          | 0          | 0          | 0          | ----       |
| '13計 | TB    | -          | -          | -          | -          | -          | -          | -          | -          | -          | -          | -          | -          | 65         | 115        | 4          | 5          | 2          | .960       |
| 2014  | BAL   | 27         | 29         | 3          | 0          | 0          | 1.000      | -          | -          | -          | -          | -          | -          | 2          | 3          | 1          | 0          | 1          | 1.000      |
| 2015  | BAL   | 2          | 6          | 1          | 0          | 0          | 1.000      | -          | -          | -          | -          | -          | -          | 40         | 56         | 7          | 2          | 0          | .969       |
| MLB   | MLB   | 573        | 980        | 39         | 26         | 8          | .975       | 30         | 66         | 0          | 3          | 0          | .957       | 270        | 476        | 32         | 12         | 10         | .977       |

- 各年度の太字はリーグ最高

### 表彰
- アメリカンリーグリーグチャンピオンシップシリーズMVP：1回（2012年）

### 背番号
- 26（2006年 - 同年途中、2007年 - 同年途中）
- 35（2006年途中 - 同年、2007年途中 - 同年）
- 21（2008年 - 2012年）
- 3（2013年 - 同年途中）
- 15（2013年 - 同年）
- 27（2014年 - 2015年）